# Douglas C-47 Skytrain
Douglas C-47 Skytrain hay Dakota là một loại máy bay vận tải quân sự được phát triển từ máy bay chở khách Douglas DC-3. Nó được quân Đồng minh sử dụng trong Chiến tranh thế giới II và tiếp tục sử dụng cho đến thập niên 1950.

## Biến thể

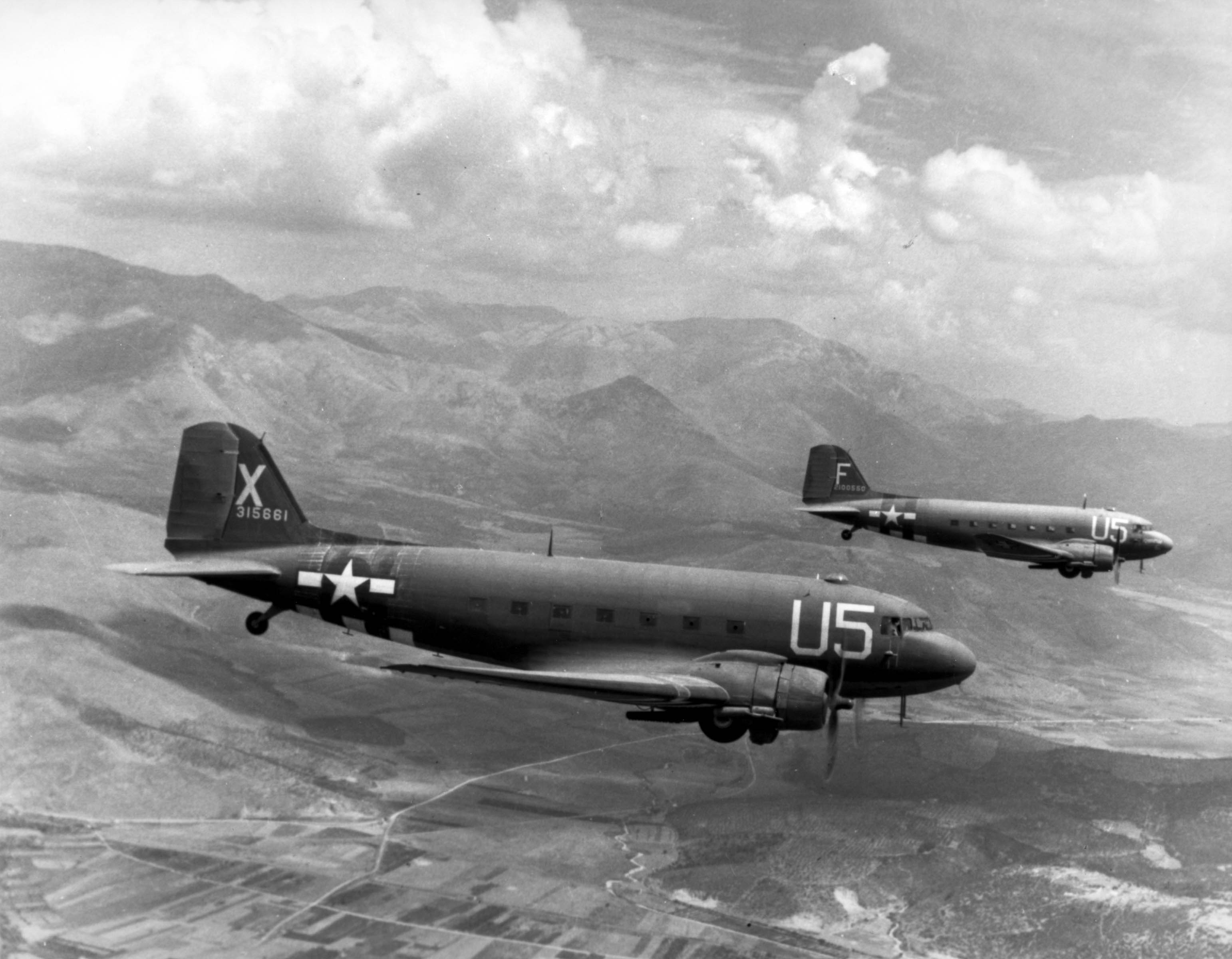
C-47 chở lính dù, tại miền Nam Pháp, 15 tháng 8 năm 1944

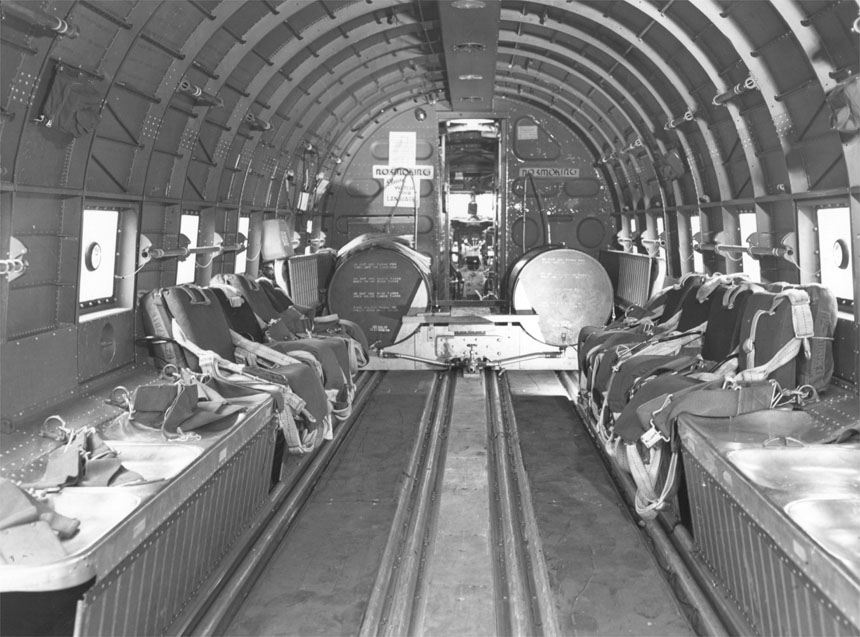
Bên trong Douglas C-47, Hendon Aerodrome, Anh

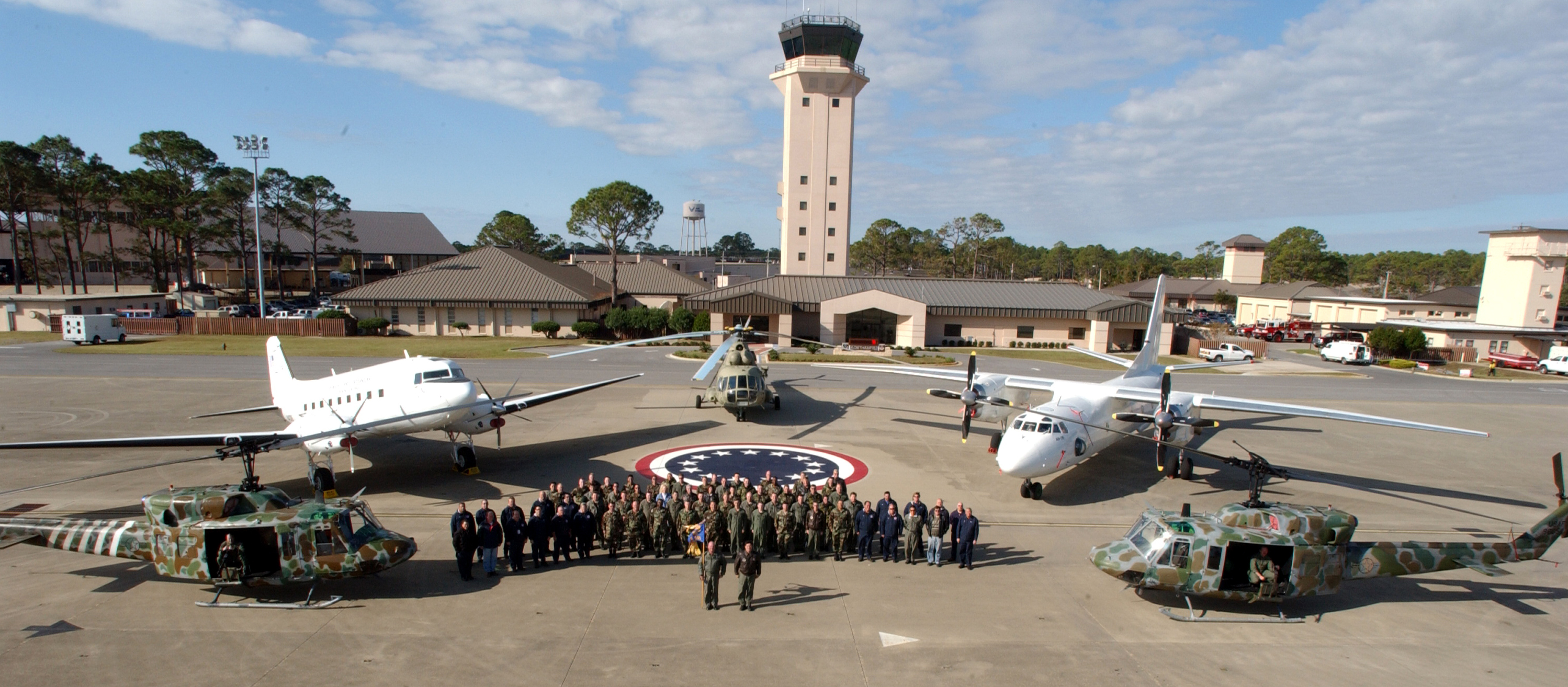
Máy bay thuộc Phi đội Chiến dịch Đặc biejet 6, gồm 1 chiếc C-47T thuộc Không quân Hoa Kỳ

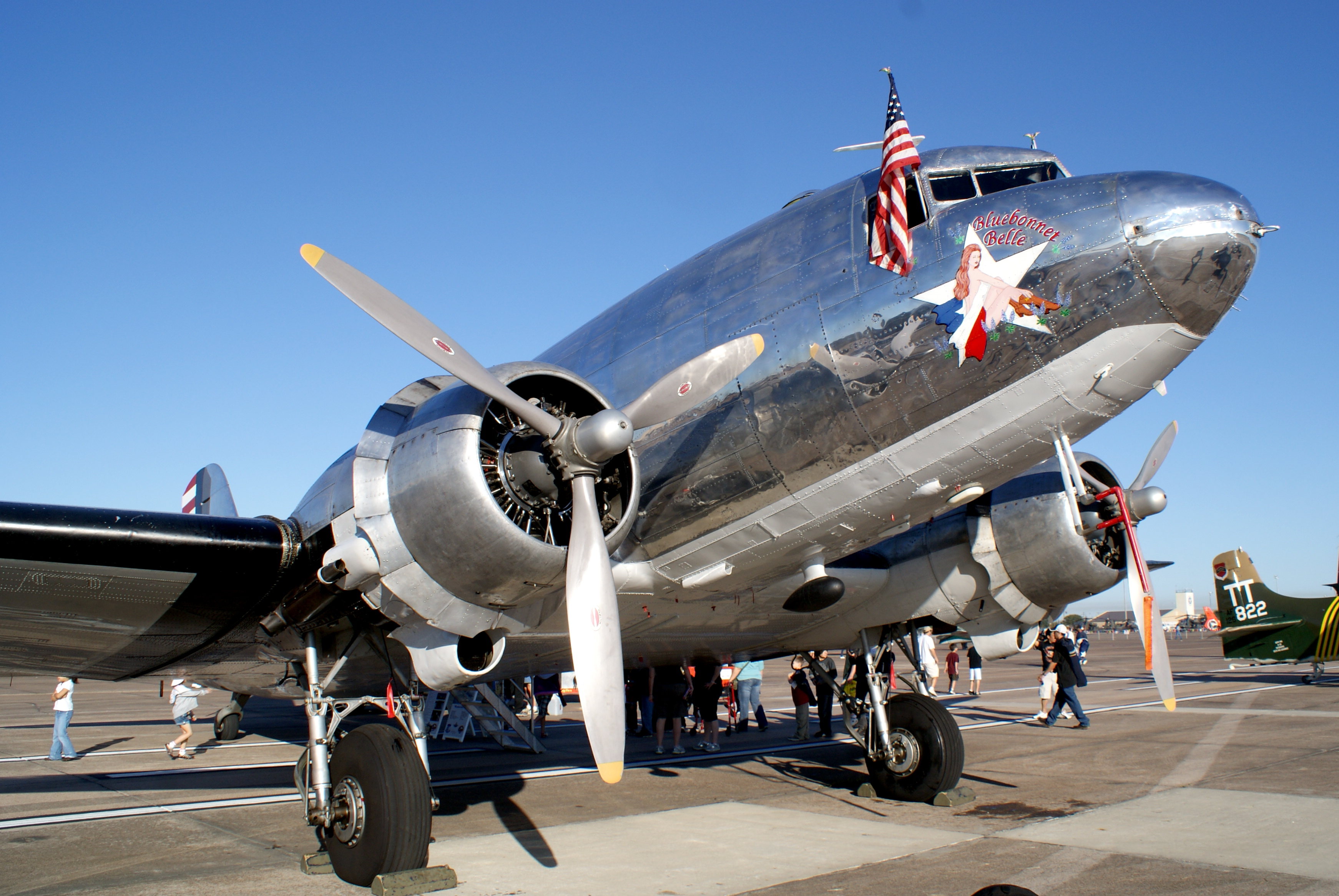
C-47B Skytrain -seri 43-49942

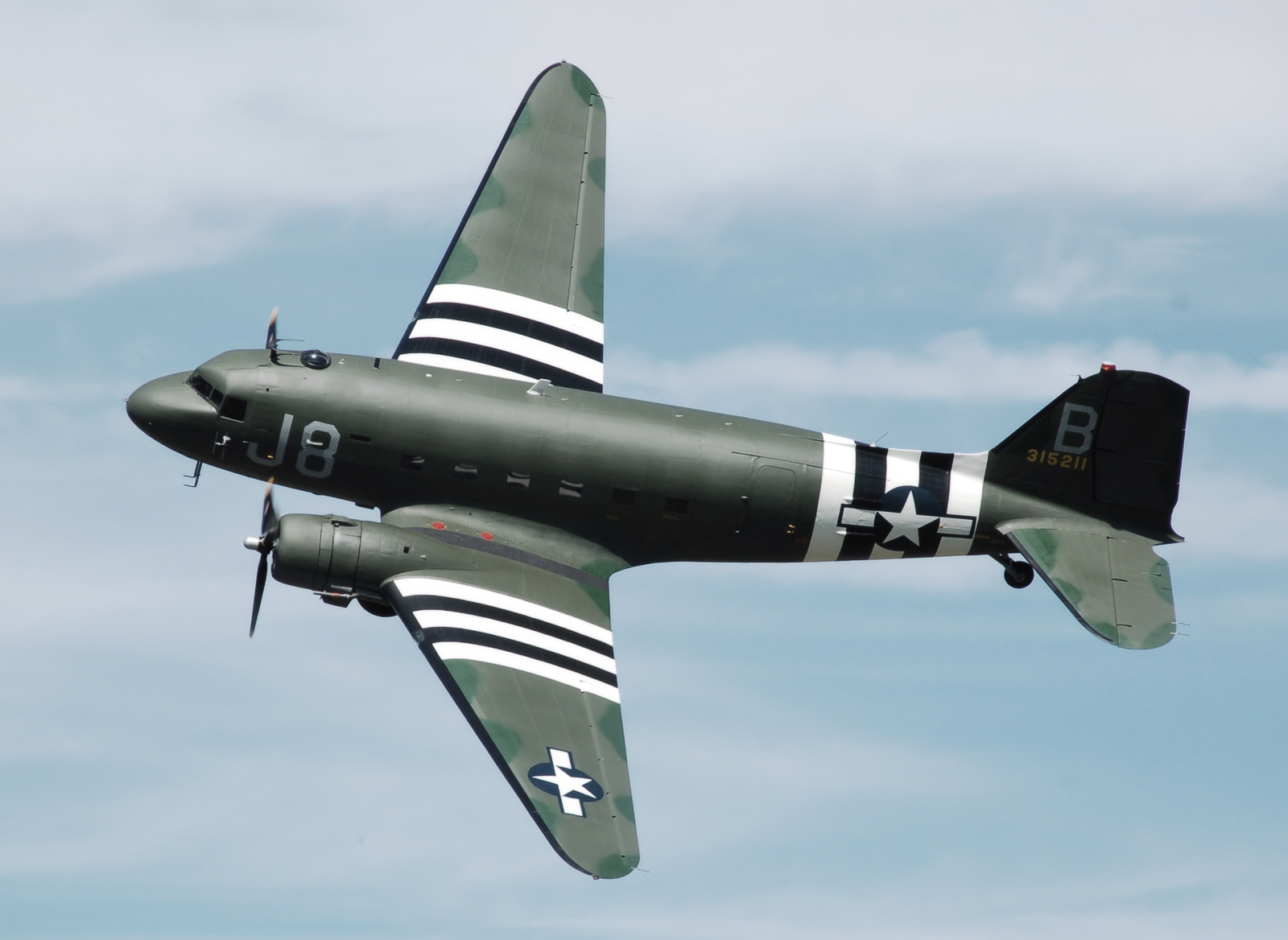
C-47A Skytrain.

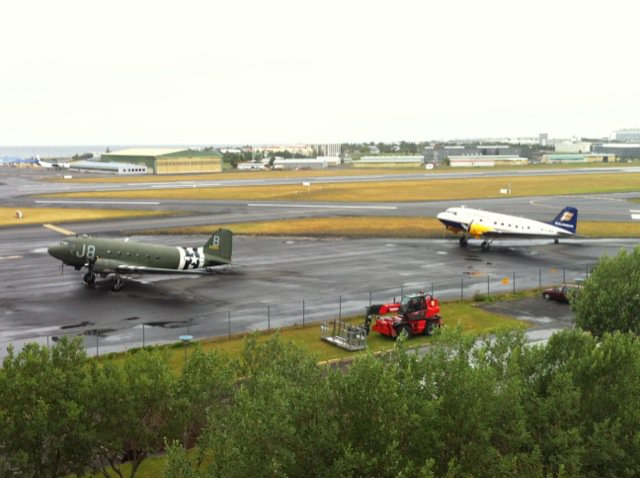

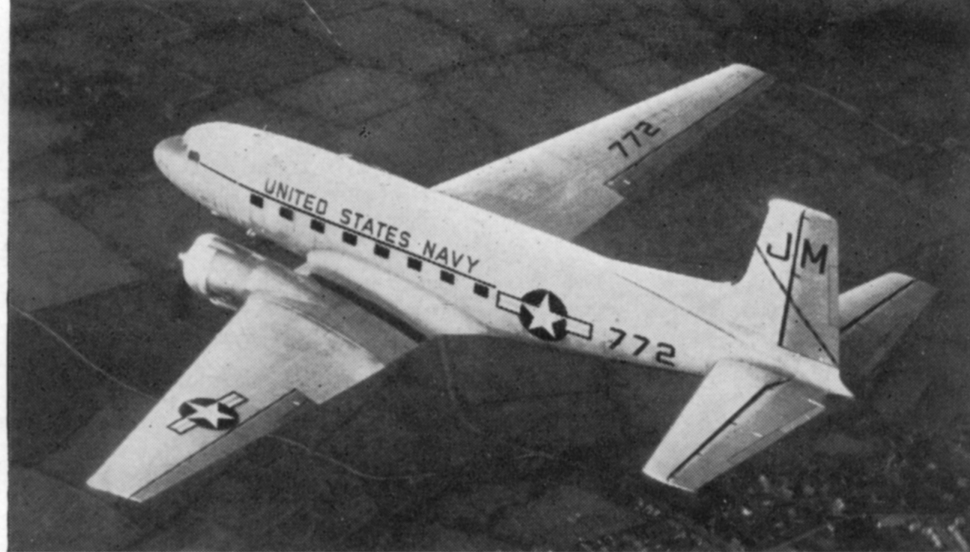
R4D-8 của Hải quân Hoa Kỳ

C-47
C-47A
RC-47A
SC-47A
VC-47A
C-47B
VC-47B
XC-47C
C-47D
AC-47D
EC-47D
NC-47D
RC-47D
SC-47D
VC-47D
C-47E
C-47F
C-47L/M
EC-47N/P/Q
C-47R
C-47T
C-47TP Turbo Dakota
C-53 Skytrooper
XC-53A Skytrooper
C-53B Skytrooper
C-53C Skytrooper
C-53D Skytrooper
C-117A Skytrooper
VC-117A
SC-117A
C-117B/VC-117B
C-117D
LC-117D
TC-117D
VC-117D
YC-129
CC-129
XCG-17
R4D-1 Skytrain
R4D-3
R4D-5
R4D-5L
R4D-5Q
R4D-5R
R4D-5S
R4D-5Z
R4D-6
R4D-6L, Q, R, S, and Z
R4D-7
R4D-8
R4D-8L
R4D-8T
R4D-8Z

### Định danh của Không quân Hoàng gia Anh

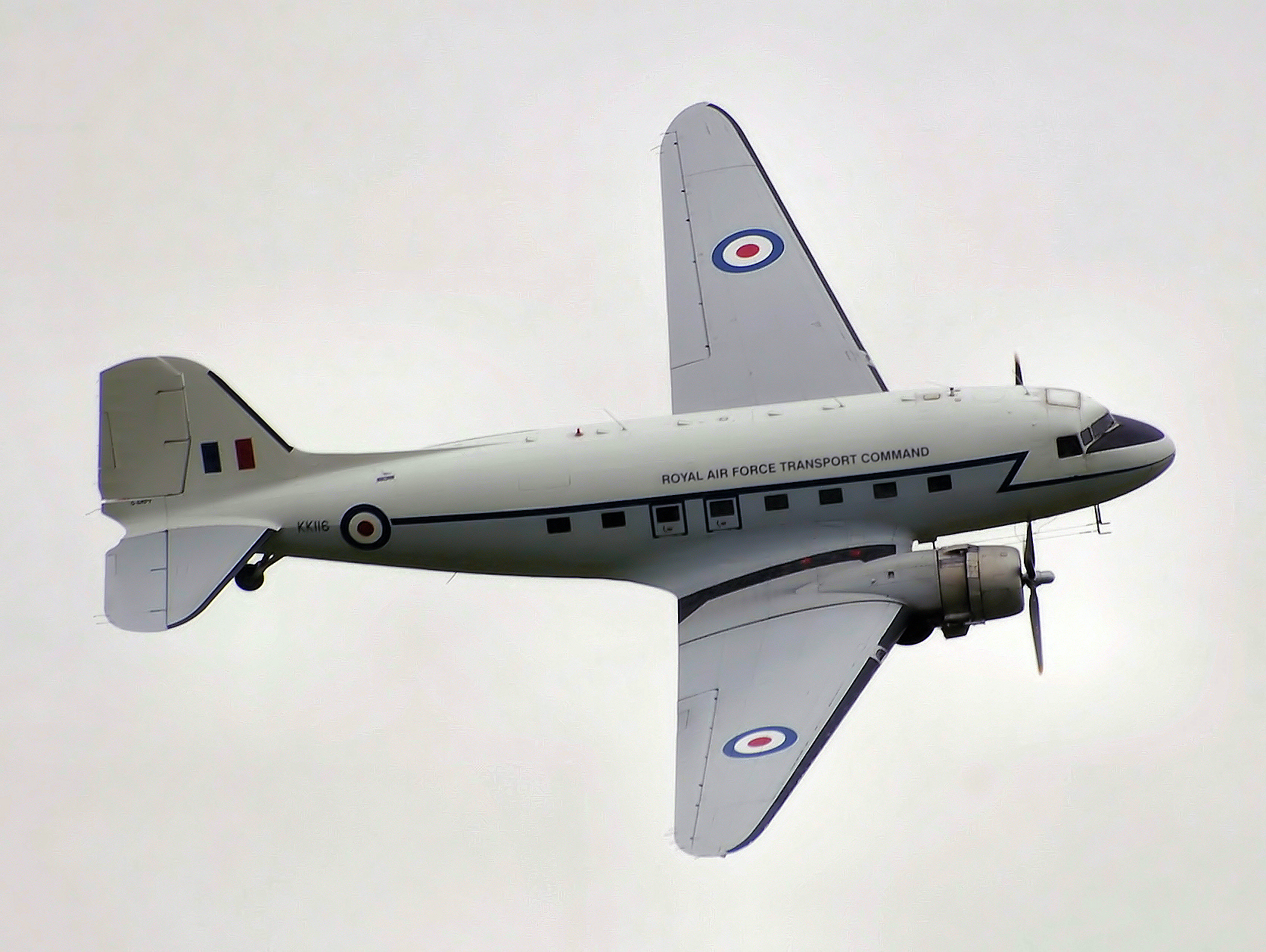
Dakota IV của Không quân Hoàng gia

Dakota I
Định danh của RAF cho C-47 và R4D-1
Dakota II
Định danh của RAF cho C-53 Skytroopers
Dakota III
Định danh của RAF cho C-47A.
Dakota IV
Định danh của RAF cho C-47B.
Airspeed AS.61
Dakota I hoán cải
Airspeed AS.62
Dakota II hoán cải
Airspeed AS.63
Dakota III hoán cải

## Quốc gia sử dụng

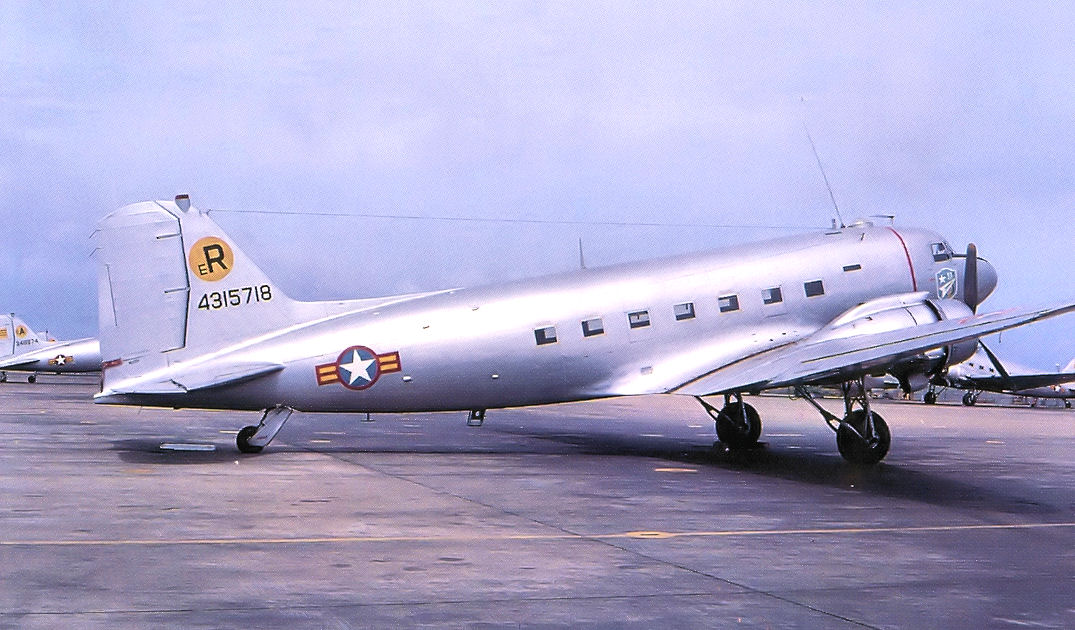

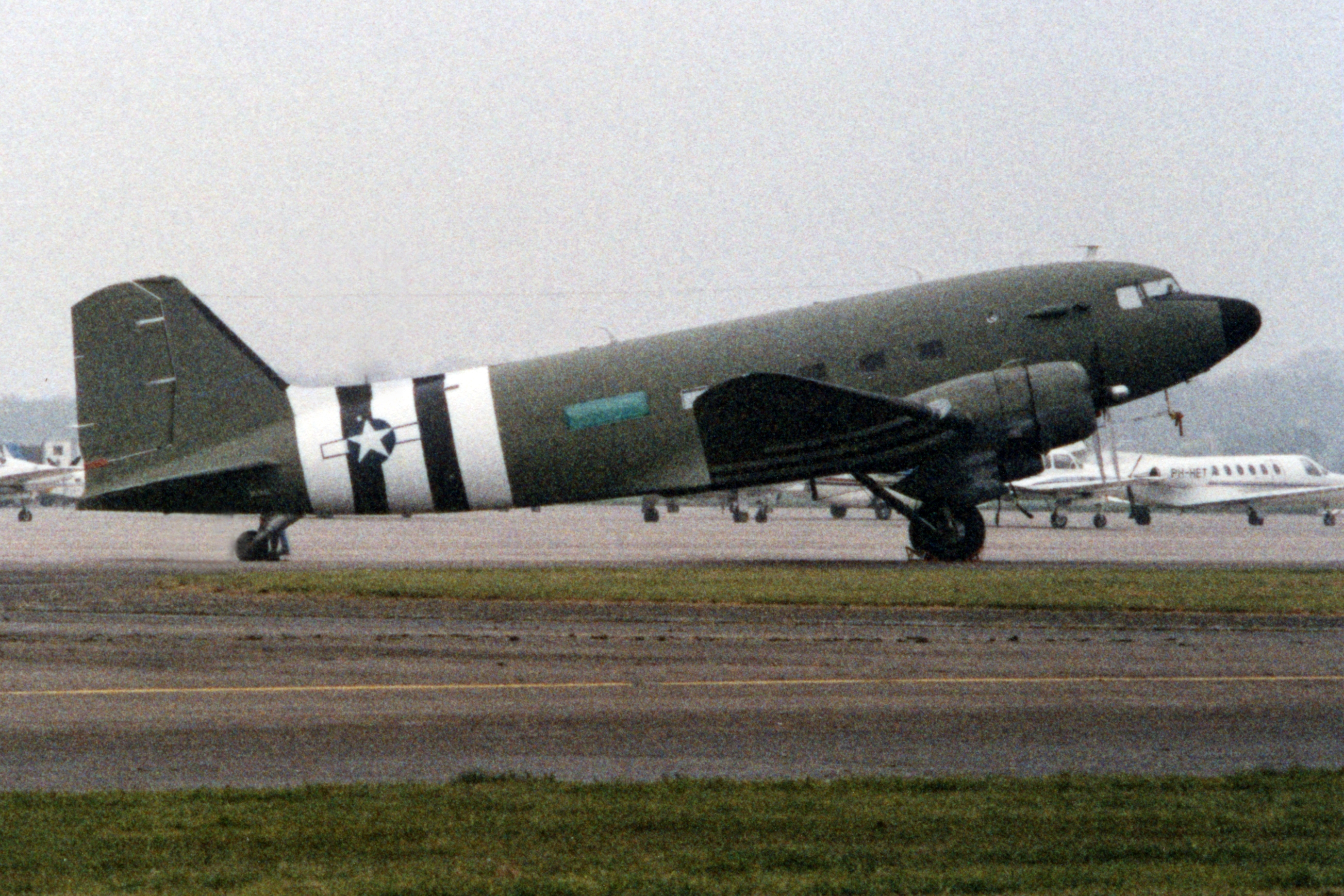
C-47

| - Ả Rập Xê Út - Ai Cập - Anh Quốc - Argentina - Ấn Độ - Ba Lan - Bénin - Bỉ - Biafra - Bolivia - Bồ Đào Nha - Brasil - Campuchia - Canada - Chile - Bờ Biển Ngà - Colombia - Cộng hoà Congo - Cộng hòa Dân chủ Congo - Cuba - Đan Mạch - Cộng hòa Dominica - Đức Quốc xã - Đông Đức - Tây Đức | - Đức - Ecuador - El Salvador - Ethiopia - Gabon - Guatemala - Hà Lan - Haiti - Hàn Quốc - Hoa Kỳ - Honduras - Hungary - Hy Lạp - Iceland - Indonesia - Iran - Israel - Jordan - Vương quốc Lào - Libya - Liên Xô - Madagascar - Malawi - Mali - Maroc | - Mauritanie - México - Monaco - Myanmar - Na Uy - Nam Phi - Nam Tư - Nhật Bản - New Zealand - Nicaragua - Niger - Nigeria - Oman - Pakistan - Panama - Papua New Guinea - Paraguay - Perú - Pháp - Phần Lan - Philippines - România - Rwanda - Sénégal - Somalia | - Sri Lanka - Syria - Tây Ban Nha - Tchad - Thái Lan - Thổ Nhĩ Kỳ - Thụy Điển - Tiệp Khắc - Togo - CHDCND Triều Tiên - Đài Loan - Trung Quốc - Úc - Uganda - Uruguay - Venezuela - Việt Nam Cộng hòa - Italia - Yemen - Zaire - Zambia - Zimbabwe - Lào - Việt Nam Dân chủ Cộng hòa - Cộng hòa Miền Nam Việt Nam - Việt Nam |

## Tính năng kỹ chiến thuật (C-47B-DK)
Dữ liệu lấy từ McDonnell Douglas Aircraft since 1920 
Đặc điểm tổng quát
- Kíp lái: 3
- Sức chứa: 28 lính
- Tải trọng: 6.000 lb (2.700 kg)
- Chiều dài: 63 ft 9 in (19,43 m)
- Sải cánh: 95 ft 6 in (29,41 m)
- Chiều cao: 17 ft 0 in (5,18 m)
- Diện tích cánh: 987 ft² (91,70 m²)
- Trọng lượng rỗng: 18.135 lb (8.226 kg)
- Trọng lượng có tải: 26.000 lb (11.793 kg)
- Trọng lượng cất cánh tối đa: 31.000 lb (14.061 kg)
- Động cơ: 2 × Pratt & Whitney R-1830-90C Twin Wasp, 1.200 hp (895 kW)  mỗi chiếc

 Hiệu suất bay 
- Vận tốc cực đại: 224 mph (195 kn, 360 km/h) trên độ cao 10.000 ft (3.050 m)
- Vận tốc hành trình: 160 mph (139 kn, 257 km/h)
- Tầm bay: 1.600 mi (1.391 nmi, 2.575 km)
- Tầm bay chuyển sân: 3.600 mi (3.130 nmi, 5.795 km)
- Trần bay: 26.400 ft (8.045 m)